# Stretch 2
Stretch 2 é uma extended play (EP) da cantora e produtora musical venezuelana Arca. Foi lançado em 6 de agosto de 2012 sob o selo da gravadora UNO NYC, assim como seu álbum predecessor, Stretch 1, lançado em abril do mesmo ano.

## Composição
O álbum é marcado pelo hip-hop eletrônico, mas de maneira experimental, de modo que Stretch 2 também traz traços da avant-garde, com os tons distorcidos que formam "uma espécie de abordagem pós-milenar do trip-hop em dívida com Aphex Twin", bem como como influências do gangsta rap, garage e da música new age.

## Recepção crítica
Andrew Ryce, da Resident Advisor, disse que Stretch 2 é "um álbum sentimental, implacavelmente sombrio e antissocial" e que, apesar dos samples de hip-hop serem apenas curiosos, a verdadeira superação de expectativa do álbum é quando [ela] vai além". Ryce elogiou a "produção lindamente tortuosa" do EP, o uso excessivo de efeitos e os vocais "às vezes (perturbadoramente) legíveis" de Arca. Birkut, do Tiny Mix Tapes, classificou o álbum como "uma gravação notável que está constantemente refletindo sobre o que é diversão e o que é medo". Na lista anual publicada pela Tiny Mix Tapes, Ryce listou Stretch 2 como seu 45º álbum favorito de 2012.

## Lista de músicas
| Críticas profissionais | Críticas profissionais |
| Avaliações da crítica  | Avaliações da crítica  |
| Fonte                  | Avaliação              |
| ---------------------- | ---------------------- |
| Tiny Mix Tapes         | [ 4 ]                  |

| N.º            | Título          | Duração |  |
| 1.             | "Self Defense"  | 2:20    |  |
| 2.             | "Fortune"       | 3:24    |  |
| 3.             | "Maiden Voyage" | 2:36    |  |
| 4.             | "2 Blunted"     | 1:47    |  |
| 5.             | "Tapped In"     | 2:34    |  |
| 6.             | "Strung"        | 2:20    |  |
| 7.             | "Brokeup"       | 2:52    |  |
| 8.             | "Meditation"    | 4:11    |  |
| 9.             | "Manners"       | 4:41    |  |
| Duração total: | Duração total:  | 26:45   |  |